# Kanauga (Ohio)
Kanauga é um lugar designado pelo censo localizado no condado de Gallia no estado estadounidense de Ohio. No Censo de 2010 tinha uma população de 175 habitantes e uma densidade populacional de 211,15 pessoas por km².

## Geografia
Kanauga encontra-se localizado nas coordenadas 38° 50′ 30″ N, 82° 09′ 02″ O. Segundo a Departamento do Censo dos Estados Unidos, Kanauga tem uma superfície total de 0.83 km², da qual 0.75 km² correspondem a terra firme e (9.69%) 0.08 km² é água.

## Demografia
Segundo o censo de 2010, tinha 175 pessoas residindo em Kanauga. A densidade populacional era de 211,15 hab./km². Dos 175 habitantes, Kanauga estava composto pelo 95.43% brancos, o 4.57% eram afroamericanos, o 0% eram amerindios, o 0% eram asiáticos, o 0% eram insulares do Pacífico, o 0% eram de outras raças e o 0% pertenciam a duas ou mais raças. Do total da população o 0% eram hispanos ou latinos de qualquer raça.